# Narella macrocalyx
Narella macrocalyx is een zachte koraalsoort uit de familie Primnoidae. De koraalsoort komt uit het geslacht Narella. Narella macrocalyx werd in 2007 voor het eerst wetenschappelijk beschreven door Cairns & Bayer. 